# ۱۲۲۲ (قمری)
۱۲۲۲ (قمری)، هزار و دویست و بیست و دومین سال در گاهشماری هجری قمری است. اول محرم این سال برابر با یازدهم مارس سال ۱۸۰۷ میلادی است.

## وابسته
- محمد شاه قاجار
- گورستان ایرانیان شیعه در سن‌پترزبورگ